# Afraustraloxenodes
Afraustraloxenodes är ett släkte av mångfotingar. Afraustraloxenodes ingår i familjen penseldubbelfotingar.
Kladogram enligt Catalogue of Life:
| Afraustraloxenodes | \| \| Afraustraloxenodes coineaui \| \| \| \| \| \| Afraustraloxenodes hulleyi \| \| \| \| \| \| Afraustraloxenodes namibiensis \| \| \| \| \| \| Afraustraloxenodes schultzei \| \| \| \| |
|                    | \| \| Afraustraloxenodes coineaui \| \| \| \| \| \| Afraustraloxenodes hulleyi \| \| \| \| \| \| Afraustraloxenodes namibiensis \| \| \| \| \| \| Afraustraloxenodes schultzei \| \| \| \| |
|                    | Ankistroxenus |
|                    | |
|                    | Anopsxenus |
|                    | |
|                    | Apoxenus |
|                    | |
|                    | Chilexenus |
|                    | |
|                    | Eudigraphis |
|                    | |
|                    | Macroxenodes |
|                    | |
|                    | Macroxenus |
|                    | |
|                    | Mauritixenus |
|                    | |
|                    | Mesoxenontus |
|                    | |
|                    | Miopsxenus |
|                    | |
|                    | Monographis |
|                    | |
|                    | Pauropsxenus |
|                    | |
|                    | Pollyxenus |
|                    | |
|                    | Polyxenus |
|                    | |
|                    | Propolyxenus |
|                    | |
|                    | Saroxenus |
|                    | |
|                    | Silvestrus |
|                    | |
|                    | Trichoproctus |
|                    | |
|                    | Typhloxenus |
|                    | |
|                    | Unixenus |
|                    | |
|                    | Afraustraloxenodes coineaui |
|                    | |
|                    | Afraustraloxenodes hulleyi |
|                    | |
|                    | Afraustraloxenodes namibiensis |
|                    | |
|                    | Afraustraloxenodes schultzei |
|                    | |

|  | Afraustraloxenodes coineaui    |
|  |                                |
|  | Afraustraloxenodes hulleyi     |
|  |                                |
|  | Afraustraloxenodes namibiensis |
|  |                                |
|  | Afraustraloxenodes schultzei   |
|  |                                |